# 瓦迪托 (新墨西哥州)
瓦迪托（英語：Vadito）是位於美國新墨西哥州陶斯縣的普查規定居民點。

## 人口
根據2020年美國人口普查的數據，瓦迪托的面積為2.23平方千米，皆為陸地。當地共有人口258人，而人口密度為每平方千米115.7人。